# Skythes (Mythologie)
Skythes (altgriechisch Σκύθης Skýthēs) war laut der griechischen Mythologie der dritte Sohn des Herakles und der Echidna.
Anders als seine Brüder Agathyrsos und Gelonos war er in der Lage, die vom Vater gestellte Aufgabe zu erfüllen: Herakles’ Bogen zu spannen und seinen Gürtel anzulegen. Zum Lohn wurde er König von Hylaia und Eponym des Volkes der Skythen. Nach anderer Überlieferung war er Sohn des Zeus.